# Pulmonalni trunkus
Pulmonalni trunkus (latinsko truncus pulmonalis) prenaša deoksigenirano kri iz srca v pljuča. Je edina arterija (poleg umbilikalnih pri plodu), ki prenaša deoksigenirano kri.
V človeškem srcu se pulmonalni trunkus začne na bazi desnega prekata. Je kratek (dolžine približno 5 centimetrov) in širok (premera približno 3 cm). Razveji se v dve pljučni arteriji (levo in desno), ki z deoksigenirano krvjo oskrbujeta pljučni krili.
V nasprotju s pljučnimi arterijami, ki so namenjene oskrbi pljuč za izmenjavo kisika in ogljikovega dioksida, pljuča prehranjujejo bronhialne arterije.

## Patologija
Pljučna hipertenzija se pojavlja samostojno ali kot posledica različnih pljučnih bolezni. Lahko je posledica bolezni srca (Eisenmengerjevega sindroma), vendar lahko tudi povzroči desnostransko srčno popuščanje. Pojavlja se tudi kot posledica pljučne embolije in skleroderme. Značilno se kaže z zmanjšano toleranco za napor. Hude oblike pljučne hipertenzije imajo slabo prognozo.

## Dodatne slike
- Shematski prikaz poteka pulmonalnega trunkusa
- Pljučni krvni obtok
- Pulmonalni trunkus
- Pulmonalni trunkus